# San Bartolomé (plaats)
San Bartolomé is een plaats in de gelijknamige gemeente op het Spaanse eiland Lanzarote. Het dorp telt ongeveer 5600 inwoners.
Bij de rotonde van de wegen LZ20 en LZ30 ligt het kunstwerk Monumento al Campesino van de kunstenaar César Manrique.